# Ford Consul Corsair
Ford Consul Corsair är en personbil, tillverkad av biltillverkaren Fords brittiska dotterbolag mellan 1963 och 1970.

## Ford Consul Corsair
Efter det försäljningsmässiga misslyckandet med Classic-modellen byggde Ford en mer konventionellt formgiven efterträdare, trots att man redan hunnit lansera den likartade Cortinan. Corsair fick renare linjer än sin företrädare, men fronten visade tydligt släktskap med den samtida Ford Thunderbird och i viss mån även med den tyska Ford Taunus P3. Ford byggde bara två- och fyrdörrars sedaner, vilket öppnade för fristående karossmakare att erbjuda egna kombi- och cabriolet-versioner.
Corsair var en av fyra modeller i Consul-familjen, och delade många av de mekaniska delarna med Cortina, Classic och Capri. 
Hösten 1965 uppdaterades Corsair och mellannamnet Consul togs bort. Bilen fick en större V4-motor för att undvika intern konkurrens med Cortina Mk II, men när Cortina Mk III kom 1970 försvann modellen.

## Motor
De första årsmodellerna använde den så kallade "Kent-motorn" som även fanns i Cortina-modellen. Det var en rak fyrcylindrig motor på 1,5 liter och 60 hk. För att ge Corsair lite mer kraft och särskilja den från Cortinan fick den fr.o.m. 1966 en V4-motor (Essex-motorn). Det var inte samma motor som de tyska Ford-modellerna hade och som Saab köpte in, utan en helt annan konstruktion. Denna V4-motor togs först fram för att passa i Ford Transit, som hade kort motorrum. Motorn fanns i versioner med 1,7 eller 2 liters volym och 72-88 hk. Många menade att det inte blev någon förbättring av bilen, eftersom V4:an hade en lite råare gång och vibrerade mer än den gamla motorn. 
I Storbritannien erbjöds en uppgradering till en 3-liters V6-motor som utfördes av en fristående firma.
| Modell | Årsmodell | Motor              | Cylindervolym | Effekt | Bränslesystem     |
| ------ | --------- | ------------------ | ------------- | ------ | ----------------- |
| 120E   | 1964-65   | 4-cyl radmotor ohv | 1498 cm³      | 60 hk  | Enkel förgasare   |
| 120 GT | 1964-65   | 4-cyl radmotor ohv | 1498 cm³      | 78 hk  | Tvåportsförgasare |
| V4     | 1966-70   | 4-cyl V-motor ohv  | 1663 cm³      | 72 hk  | Enkel förgasare   |
| 2000   | 1966-70   | 4-cyl V-motor ohv  | 1996 cm³      | 82 hk  | Enkel förgasare   |
| 2000E  | 1968-70   | 4-cyl V-motor ohv  | 1996 cm³      | 88 hk  | Tvåportsförgasare |

## Bilder

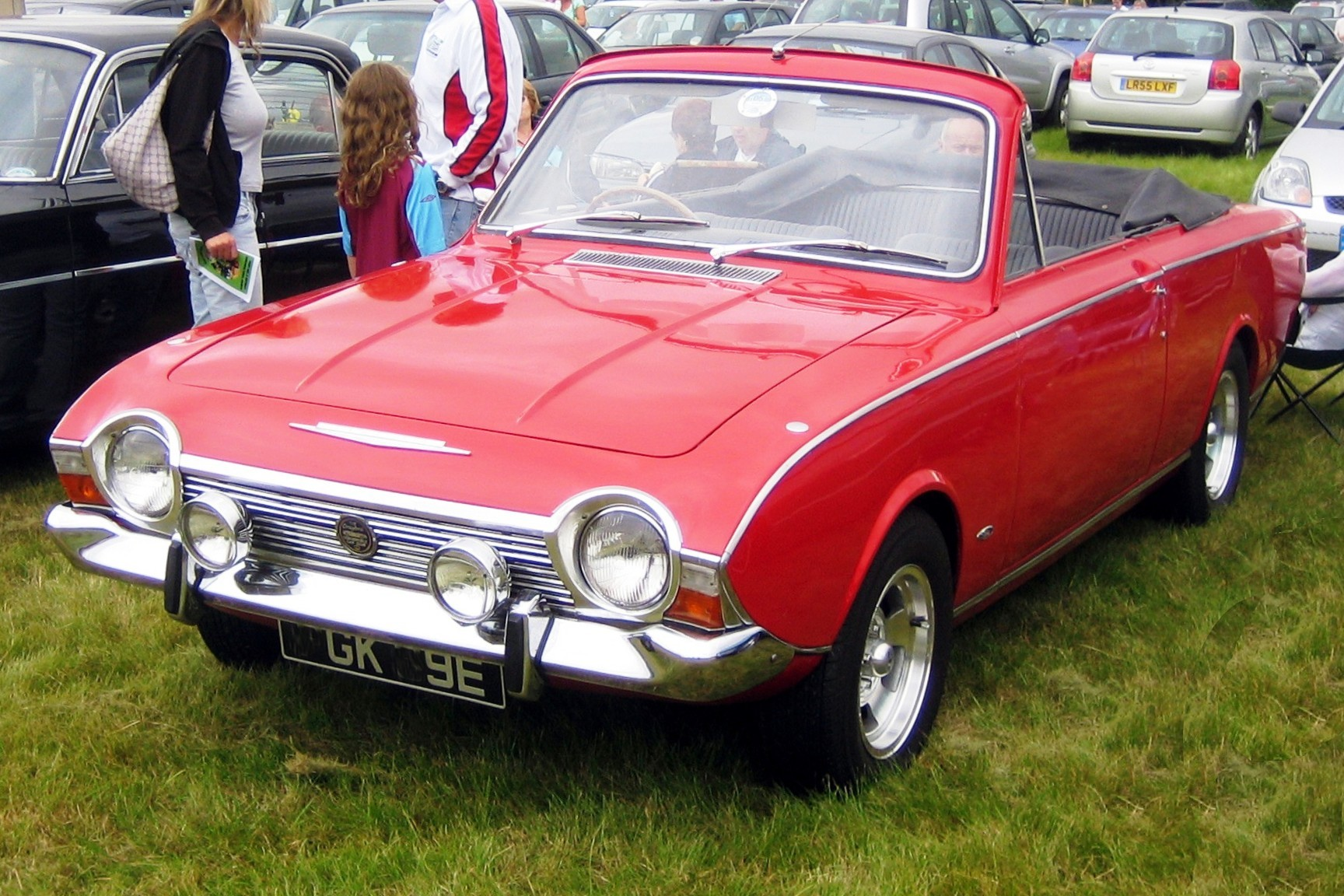
Cabriolet från Crayford.
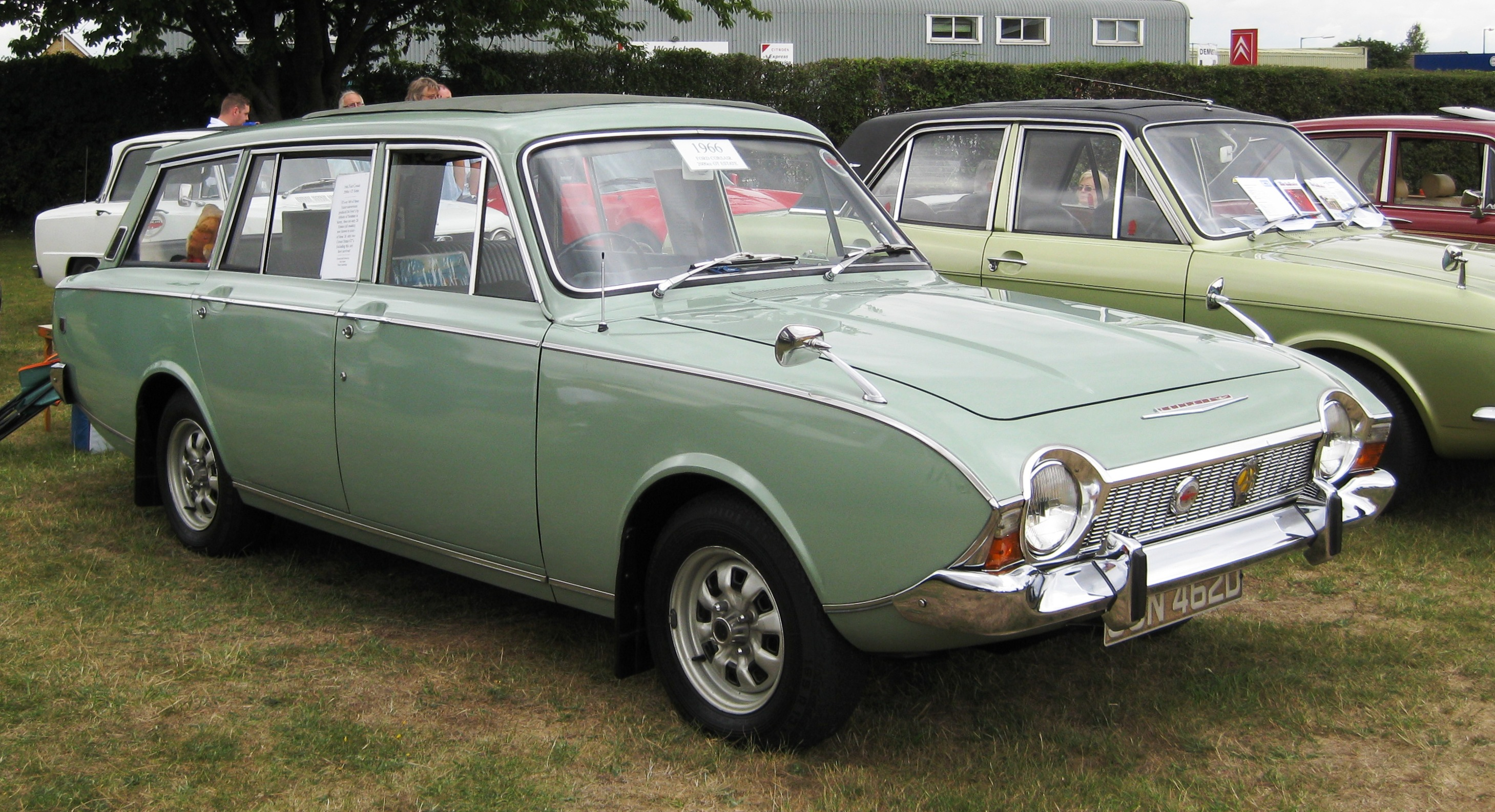
Kombi från Abbott.